# Bogusław Wolniewicz
Bogusław Wacław Wolniewicz (ur. 22 września 1927 w Toruniu, zm. 4 sierpnia 2017 w Warszawie) – polski filozof, logik, profesor nauk humanistycznych, twórca ontologii sytuacji, tłumacz i komentator Ludwiga Wittgensteina, publicysta związany m.in. z Radiem Maryja czy tygodnikiem „Najwyższy Czas!”.

## Życiorys

### Wykształcenie i praca zawodowa
Naukę rozpoczął w 1934 w polskiej szkole powszechnej. Wojna nie przerwała jego edukacji, gdyż już od listopada 1939 uczył się w niemieckiej szkole powszechnej dla Polaków o mocno zaniżonym poziomie nauczania. W 1941 rozpoczął pracę w przedsiębiorstwie budowlanym Hermanna Klechowitza, uczęszczając jednocześnie do powiązanej z tym przedsiębiorstwem Berufsschule (szkoły zawodowej). Od 1945 uczył się w Liceum im. Królowej Jadwigi, egzaminy maturalne zdając w 1947. Opanował niemiecki, angielski i rosyjski. Czytał także po łacinie, francusku i włosku.
W latach 1947–1951 studiował na Uniwersytecie Mikołaja Kopernika. Do jego nauczycieli należeli Tadeusz Czeżowski, Henryk Elzenberg, Tadeusz Szczurkiewicz i Kazimierz Sośnicki. W 1951 został magistrem filozofii, promotorem jego pracy magisterskiej Krytyka subiektywnego idealizmu w «Materializmie i empiriokrytycyzmie» W.I. Lenina był Czeżowski. Następnie pracował jako zastępca asystenta, a później asystent w Katedrze Logiki UMK. W 1953 (kulminacja stalinizmu) na skutek braku swobody badań filozoficznych porzucił karierę akademicką, podejmując pracę w Wydziale W-8 ZiSPO (Poznań), Instytucie Budownictwa Wodnego PAN (Gdańsk), w Wojewódzkiej Radzie Związków Zawodowych oraz w jednym z Państwowych Gospodarstw Rolnych.
Pracę podjął w 1956 w Katedrze Filozofii Wyższej Szkoły Pedagogicznej w Gdańsku. W 1962 został doktorem nauk humanistycznych na podstawie rozprawy Semantyka języka potocznego w nowej filozofii Wittgensteina pisanej pod kierunkiem prof. Czeżowskiego i recenzowanej przez Izydorę Dąmbską i Henryka Elzenberga.
W 1963 z inicjatywy Adama Schaffa został przeniesiony do Katedry Filozofii Uniwersytetu Warszawskiego. W 1967 habilitował się i został docentem nauk humanistycznych w zakresie filozofii na podstawie pracy Studia nad filozofią Wittgensteina, recenzowanej przez Tadeusza Kotarbińskiego, Adama Schaffa, Romana Suszkę i Petera Geacha. Od 1968 pracował jako docent etatowy w Katedrze Filozofii UW. Od 1969 był kierownikiem Zakładu Filozofii, dwa lata później rezygnując ze stanowiska.
Od końca lat 60. XX w. stał się osobą znaną za granicą. W 1967 na Uniwersytecie w Chicago (jako visiting associate professor) prowadził wykład trymestralny z ontologii rzeczy i faktów. W tym samym roku wygłaszał odczyty na Uniwersytecie Bostońskim i Uniwersytecie Cornella. W 1968 był jednym z czterech referentów Kolokwium Wittgensteinowskiego Międzynarodowego Kongresu w Wiedniu. W 1970 wygłosił odczyty na Uniwersytecie Moskiewskim. W 1972 na filadelfijskim Uniwersytecie Temple prowadził jako visiting professor wykład semestralny z filozofii społecznej oraz seminarium z filozofii Wittgensteina. W 1975 wygłosił na uniwersytetach w Cambridge i Leeds odczyty o języku i kodach oraz o regule Hume’a, na zaproszenie dziekana Wydziału Filozoficznego Uniwersytetu w Cambridge.
W 1989 przeszedł z Zakładu Filozofii do Zakładu Filozofii Religii, którego kierownikiem został dwa lata później. Tytuł naukowy profesora otrzymał w 1990. Zakładem Filozofii Religii kierował do 1998.
W 1997 przeszedł na emeryturę, nadal jednak prowadząc zajęcia – w 1998 Rada Naukowa Wydziału Filozofii i Socjologii UW nie przedłużyła mu jednak umowy o pracę. Jako przyczynę Wolniewicz podał niegodzenie się na decyzje o obniżaniu poziomu nauczania, który sam Wolniewicz z kolei miał zawyżać. Poświęcił się odtąd pracy naukowo-badawczej. W pierwszym semestrze roku akademickiego 2008/2009 powrócił do IF UW i wygłosił gościnnie semestralny wykład monograficzny nt. Wittgensteina, jako były profesor uczelni.

### Działalność publiczna
W 1955 złożył wniosek o członkostwo w Polskiej Zjednoczonej Partii Robotniczej i został do niej przyjęty w 1956 . Pełnił funkcję I sekretarza Komitetu Uczelnianego PZPR w Wyższej Szkole Pedagogicznej w Gdańsku. Członkiem PZPR (mimo niechęci wobec rządów Gierka) pozostał do 1981. Do 1998 wykładał na Wydziale Filozofii i Socjologii UW.
Pod koniec lat 90. XX w. związał się ze środowiskami skupionymi wokół Radia Maryja, na antenie którego występował jako komentator wydarzeń społecznych, kulturalnych i politycznych. Bywał także gościem audycji w Telewizji Trwam. Jego teksty publikował także „Nasz Dziennik”, „Najwyższy Czas!” i „Moja Rodzina”.
W 2004 krytykował warunki akcesji Polski do Unii Europejskiej. W wyborach parlamentarnych w 2005 r. bez powodzenia kandydował do Sejmu z listy Platformy Janusza Korwin-Mikkego w okręgu podwarszawskim.
W 2006 wraz z o. Mieczysławem Krąpcem i ks. Czesławem Bartnikiem zainicjował Społeczny Niezależny Zespół ds. Etyki Mediów, który postawił sobie za cel „informować rzetelnie opinię publiczną w kraju i na świecie o wszelkich poczynaniach w mediach i wokół nich, które zagrażają bądź obyczajności, bądź swobodzie publicznej dyskusji”.
Pod koniec 2007 zaangażował się w akcję zainicjowaną przez Jerzego Roberta Nowaka, profesora WSKSiM przeciw książce Strach Jana Tomasza Grossa opisującej stosunki polsko-żydowskie podczas II wojny światowej. Wolniewicz uczestniczył w kilku spotkaniach, na których ostro krytykował publikację Grossa.
W 2009 wszedł w skład Komitetu Obrony Dobrego Imienia Polski i Polaków zainicjowanego przez Jerzego Roberta Nowaka. Od 2014 przygotowywał wykłady dotyczące m.in. islamu, etyki oraz filozofii dla kanału Głos Racjonalny w serwisie YouTube.

## Myśl
Specjalizował się w filozofii religii i filozofii współczesnej. Dystansował się od głównych nurtów filozofii XX wieku i przyjmował tezy „wielkich myślicieli”, m.in.: Arystotelesa, Leibniza, Hume’a, Kanta i szczególnie Wittgensteina. Krytyczny wobec freudyzmu, fenomenologii, postmodernizmu i fundamentalizmu religijnego, reprezentował postawę analityczną i metafizyczną. Główne założenia jego myśli to aksjologiczny absolutyzm w wersji racjonalistycznej i metafizyczny pesymizm w spojrzeniu na człowieka oraz społeczeństwo. W początkach działalności naukowej zajmował się m.in. marksizmem i leninizmem; z czasem zdystansował się od ideologii realnego socjalizmu, jednak do końca życia utrzymywał, że marksizm stanowi istotny składnik jego filozofii, jak i również współczesnej kultury europejskiej.

### Poglądy metafilozoficzne
Jego zdaniem filozofia nie jest nauką, nie jest też jednak jałowa poznawczo i ma charakter wiedzy – nie każda wiedza ma bowiem charakter naukowy, nie jest nauką także np. historia czy postępowanie sądowe. Filozofia jest próbą racjonalnego ujęcia tych zagadnień, w których nie istnieje wiedza o charakterze naukowym. Uzupełnia luki w wiedzy w dziedzinach, których nie objęła nauka w danym momencie historycznym, ale też ze względu na zmiany warunków życia społecznego jej zadania nigdy się nie wyczerpują. Przeciwnie, wraz z zamętem w życiu społecznym współczesności rola filozofii stale wzrasta.
Filozofia ma charakter poznania zdroworozsądkowego: wysławia te tezy, do których dojść mógłby każdy człowiek za pomocą zdrowego rozsądku, zastanawiając się przy tym odpowiednio głęboko. Nie ma w niej więc rzeczy odkrywczych, występują jedynie rzeczy oczywiste, poddane jednak przy tym logicznemu porządkowi. Logika przybliża filozofię do nauki, nie chodzi tu jednak wyłącznie o dostarczanie filozofii narzędzi formalnych, ale o dostarczanie filozofii narzędzi do tworzenia myśli jasnych, co z kolei umożliwia odróżnienie prawdy i fałszu w całym poznaniu o pozanaukowym charakterze.
Mimo że potrzeba filozofii w świecie współczesnym rośnie, współczesny stan kultury filozoficznej jest zły. Charakterystyczny jest kontrast między bogactwem piśmiennictwa filozoficznego a ubóstwem idei – Wolniewicz nazywał to pozbawione istotnych idei piśmiennictwo filozoficzne „filozoficzną makulaturą”. Odróżniał od niej „filozoficzną literaturę”, w skład której wchodzi „filozofia antykwaryczna”, badająca ewolucję idei i związki między nimi, przy braku zainteresowania rzeczywistą wartością omawianych poglądów, oraz „filozofia merytoryczna”, w dążeniu do prawdy starająca się rozjaśnić realne problemy epoki. Filozofia akademicka nie jest przy tym jedyną możliwością „filozofii merytorycznej”, równie istotna jest tu twórczość eseistyczna i literacka, pomagająca w przezwyciężeniu dominującego w filozofii akademickiej antykwaryzmu.
Filozofia merytoryczna dzieli się przy tym na dwa przeciwstawne nurty: filozofię hermeneutyczną i filozofię analityczną. Według filozofii hermeneutycznej zadaniem filozofii jest odsłonięcie sensu bytu i wszechrzeczy, do czego środkiem jest umiejętność głębokiego wczucia się w filozofię dawną oraz elokwencja umożliwiająca wywołanie tych samych odczuć u ludzi – Wolniewicz był krytyczny wobec „filozofii hermeneutycznej”, uznając ją za rodzaj nowej gnozy, formę skrajnego irracjonalizmu. Filozofii hermeneutycznej przeciwstawia się filozofia analityczna, uznająca istnienie obiektywnej prawdy i zdolność ludzkiego rozumu do jej odkrycia. Podział na racjonalizm (współcześnie reprezentowany przez filozofię analityczną) i irracjonalizm (współcześnie reprezentowany przez filozofię hermeneutyczną) Wolniewicz krzyżował z podziałem filozofii na naturalizm, widzący w człowieku część przyrody, a w przyrodzie ogół bytu, oraz antynaturalizm (transcendentalizm), głoszący istnienie rzeczywistości pozaprzyrodniczej. Przykładem racjonalistycznego naturalizmu może być pozytywizm, antynaturalistycznego racjonalizmu wczesna filozofia Wittgensteina, naturalistycznego irracjonalizmu New Age i freudyzm, antynaturalistycznego irracjonalizmu fenomenologia i egzystencjalizm. Sam Wolniewicz uważał się za racjonalistę i antynaturalistę.

### Teologia
Idee teologiczne w myśli Wolniewicza zawarte są przede wszystkim w jego artykule Krytyka teodycei u Bayle’a (Filozofia i wartości II). Artykuł ten zawiera polemikę z poglądami Pierre’a Bayle’a na zagadnienie teodycei. Klasyczna teodycea mówiła, że dobroć i wszechmoc Boga są możliwe do pogodzenia, jako że zło nie jest dziełem boskim, ale ludzkim – człowiek zaś, by czynić dobro, musi być wolny, a skoro jest wolny, musi móc czynić także zło. Bayle argumentował przeciw klasycznej teodycei twierdząc, że choć wolność implikuje możliwość zła, nie implikuje jednak jego konieczności, zło jest więc do uniknięcia nawet przy założeniu wolności ludzkiej.
Poszukując racji mogących obalić zasadność argumentacji Bayle’a, Wolniewicz odwoływał się do niestandardowych pojęć modalnych zaczerpniętych z logiki megarejskiej. Jej reprezentant Diodor Kronos przedstawił prospektywne rozumienie możliwości, definiując to, co możliwe, jako to, co jest lub będzie. Takie pojęcie możliwości nie jest jeszcze wystarczające dla przeciwstawienia się argumentacji Bayle’a przeciw teodycei w zgodzie z teologią, dopuszcza bowiem, że zgrzeszą w przyszłości także zbawieni – Wolniewicz konstruował więc nieco inną definicję możliwości, którą nazywa „pseudo-Diodorową”. Według tej definicji to, że coś może się zdarzyć znaczy, że coś podobnego już się zdarzyło lub zdarzy się w przyszłości. Przy takiej definicji możliwości klasyczna teodycea jest sprawna logicznie i nie podlega wystosowanej przez Bayle’a krytyce. 

### Aksjologia
W dziedzinie aksjologii Wolniewicz był kontynuatorem Henryka Elzenberga, przy czym choć przyswoił sobie wiele jego zasadniczych idei, przekształcił je i przeformułował. Aksjologię Elzenberga starał się przekształcić w duchu obiektywizmu i racjonalizmu. Za Elzenbergiem całą aksjologię dzielił na formalną i merytoryczną, tę pierwszą ujmując za pomocą aparatu pojęciowego semantyki możliwych światów i ontologii sytuacji. Aksjologia formalna formułuje dotyczące wartości sądy hipotetyczne. Odpowiada na pytania, czym wartości są (logika i metafizyka wartości), jak je rozpoznawać (epistemologia wartości) i jaki wpływ wywierają na ludzi (antropologia wartości). Aksjologia merytoryczna posługuje się sądami kategorycznymi, w których przypisuje określone wartości określonym przedmiotom.
Dążąc do prostoty systemu Wolniewicz wszystkim wartościom przypisywał jedną kategorię ontyczną – spośród najczęściej wyróżnianych kategorii ontycznych przedmiotów (rzecz, stan rzeczy, proces, zdarzenie, cecha, relacja) wartości są (możliwymi) stanami rzeczy.

### Filozofia kultury i poglądy na chrześcijaństwo
Bogusław Wolniewicz był zdeklarowanym niewierzącym (przedstawiał się jako „rzymski katolik – niewierzący”). Uściślał to, precyzując, że nie wierzy w istnienie jakiejkolwiek siły opatrznościowej. Natomiast nie negował istnienia wyższej inteligencji nad człowiekiem. Uważał, że nie istnieje Opatrzność, a ludzie pozostawieni są sami sobie. Nie wierzył także w życie po śmierci. Z 12 artykułów wiary (credo) wyznania katolickiego, wierzył w sześć (m.in.: w Ducha Świętego), nie wierząc w pozostałe (m.in.: w ciała zmartwychwstanie i wyżej wymienione). W wielu kwestiach nie zgadzał się z Kościołem, jednak szanował go i uważał (jak i w ogóle chrześcijaństwo) za jeden z fundamentów cywilizacji zachodniej.

### Filozofia prawa
Jego filozofia prawa to przede wszystkim przynależąca do filozofii kultury refleksja nad miejscem prawa w cywilizacji europejskiej, której wynikiem są jego poglądy na kwestię kary głównej. Prawo rzymskie jest według Wolniewcza trzecim po naukowym poglądzie na świat i religii chrześcijańskiej fundamentem europejskiej cywilizacji. Dla prawa rzymskiego fundamentalna jest z kolei zasada sprawiedliwości sformułowana przez Cycerona i Ulpiana cuique suum tribuere („oddać każdemu to, co mu się należy”). Sprawiedliwość nie jest w tej zasadzie sformułowana utylitarnie, tj. jako zespół korzyści, jakie można odnieść stosując się do jakichś zasad, ale obiektywnie, odwołuje się bowiem do zewnętrznego ładu moralnego. Przestępstwo jest naruszeniem tego ładu, kara zaś jego przywróceniem. Ze względu na obiektywność moralnego ładu świata sprawiedliwa kara może zależeć wyłącznie od stopnia winy: nie może zależeć od żadnych zewnętrznych korzyści, które ewentualnie można by odnieść z podniesienia lub zmniejszenia kary w sposób nieadekwatny do winy. Kara nie jest więc rodzajem zemsty, które społeczeństwo wywiera na przestępcy, gdyż zemsta jedynie potęguje poniesione krzywdy – jest natomiast słusznym odwetem, który te krzywdy wyrównuje, niezależnie jednak od partykularnych korzyści i strat, które ktoś mógłby przy tym odnieść.
W jego opinii inne niż oparta na rzymskiej zasadzie sprawiedliwości koncepcje kary pojawiły się w (szczególnie ostro przez niego krytykowanej) kulturze Oświecenia. Wyróżnia przy tym dwie takie koncepcje (zbliżone do własnej określając jako koncepcję retrybucyjną): prewencyjną, według której karanie jest przede wszystkim środkiem zapobiegania przestępstwom oraz korekcyjną, według której funkcją kary jest wychowanie i resocjalizacja. Obie te koncepcje stoją w sprzeczności z rzymską zasadą sprawiedliwości, jako że przypisują karze funkcje utylitarne i zrywają z zasadą ścisłej odpowiedniości między winą a zależącą wyłącznie od niej karą. Koncepcje prewencyjna i korekcyjna sprzyjają więc zniesieniu kary śmierci (abolicjonizm), koncepcja retrybucyjna sprzyja natomiast jej utrzymaniu (rygoryzm). Dla abolicjonistów najwyższą wartość stanowi życie ludzkie, w związku z czym należy chronić je za wszelką cenę, dla rygorysty największą wartością jest natomiast człowieczeństwo, w związku z czym postępowanie, które przekracza jego granice musi być karane śmiercią jako jedynie adekwatne do winy.
Wolniewicz uważał, że pojawiający się współcześnie często sprzeciw wobec kary śmierci jest wynikiem kryzysu kultury europejskiej jako całości. Istotą prawa jest pozytywna wiara w słuszność zasad – „prawa żywe”, które przyświecają społeczeństwu. Uwiąd tej wiary i niechęć do obrony społecznego porządku czyni prawo martwym, pozbawionym realnego znaczenia dla ludzi papierowym zapisem. Uwiąd świadomości prawnej społeczeństwa prowadzi do uwiądu chęci walki ze złem, zwątpienia w porządek moralny i w konsekwencji tryumfu zła. Zdaniem filozofa najbardziej prawdopodobną konsekwencją takiego stanu rzeczy są narodziny nowego totalitaryzmu.

### Eutanazja
Bogusław Wolniewicz uważał, iż legalizacja eutanazji to nieuchronna konsekwencja przełomu biomedycznego, jaki dokonał się w II połowie XX w. Krytykował postawę Kościoła katolickiego, który ostro się temu sprzeciwia. Argumenty przeciwko legalizacji eutanazji uznawał za chybione lub demagogiczne. Zdaniem Wolniewicza w niektórych sytuacjach, gdy życie jednostki staje się bezsensowną udręką, powinna ona mieć pełne prawo do śmierci. Jednocześnie uważał, że nie powinni się tym zajmować lekarze, lecz przede wszystkim rodzina chorego, lub w przypadku braku rodziny: dowolna wskazana osoba, która zgodzi się wziąć w tym udział. Funkcja lekarza w procedurze miałaby się ograniczać do uznania, że stan chorego jest nieodwracalny (w przypadkach wątpliwych rozstrzygnięcie powinno się odbywać na korzyść osoby chorej w zgodzie z jej wolą) i do wypisania stosownego środka na receptę, którego zażycie skutkuje śmiercią.

### Transplantacje
Wolniewicz sprzeciwiał się jednakże transplantacjom z powodów moralnych, nazywając je „neokanibalizmem” i porównując do ludożerstwa rytualnego: „neokanibal przyswaja sobie [część zwłok] przez zabieg chirurgiczny”, zaś próba rozróżnienia między „tradycyjnym” a „nowożytnym” kanibalizmem „jest sofistyką”.

## Wpływ
Do bezpośrednich uczniów Wolniewicza należą jego doktoranci – Zbigniew Musiał (1974), Ulrich Schrade (1976, zmarł w 2009), Beata Witkowska-Maksimczuk (1994); magistranci – Agnieszka Maria Nogal, Paweł Okołowski, Klaudiusz Suczyński; wieloletni uczestnicy seminariów Wolniewicza – Jan Zubelewicz, Jędrzej Stanisławek. Osoby te kontynuują i rozwijają prace Wolniewicza i jego styl uprawiania filozofii. Na zajęcia do Wolniewicza uczęszczał także Janusz Korwin-Mikke.
Pod znacznym wpływem Wolniewicza pozostawali nie tylko jego najbliżsi uczniowie, ale też wielu z najważniejszych filozofów i logików polskich. Należał do nich zwłaszcza Roman Suszko, którego prace logiczne powstały pod znacznym wpływem filozoficznej interpretacji Wittgensteina dokonanej przez Wolniewicza, zawartej zwłaszcza w pracy Rzeczy i fakty. Owocem tej inspiracji jest logika niefregowska, jedno z najważniejszych osiągnięć powojennej logiki polskiej. Uczniem Suszki i współpracownikiem Wolniewicza był logik Mieczysław Omyła, kontynuujący tak logiczne, jak i ontologiczne prace Suszki i niejednokrotnie odwołujący się do Wolniewiczowskiej ontologii sytuacji. Ontologia sytuacji inspiruje także dotyczące krat warunkowo rozdzielnych (dystrybutywnych) prace matematyczne Jana Zygmunta i Jacka Hawranka. Prace Wolniewicza spotkały się z zainteresowaniem także filozofów i logików zagranicznych, o czym świadczy np. wiele recenzji jego prac anglojęzycznych w „Mathematical Review”.
Występował często także w prasie codziennej, radiu i telewizji. Oddziaływanie znajdują w ten sposób tak jego poglądy na filozofię teoretyczną, w tym recepcja Wittgensteina w kulturze polskiej, jak i na filozofię praktyczną, w tym zagadnienia związane z bieżącymi sprawami społeczno-obyczajowymi.
Krytyka Wolniewicza dotyczy w dużej mierze jego przekonań społecznych, politycznych i obyczajowych. Wychodzi ona głównie od zwolenników liberalizmu politycznego i obyczajowego, a także od ruchów lewicowych. W dyskursie publicznym z krytyką spotkał się także ekspresyjny sposób wypowiedzi Wolniewicza (np. stosowanie takich terminów jak „półinteligent”, „neokanibalizm” czy „mengelizm” na określenie przeciwników światopoglądowych). Spośród filozofów z krytyką Wolniewicza, nie tylko na łamach prasy specjalistycznej, ale także codziennej wystąpili m.in. Jacek Jadacki, Jacek Hołówka i Andrzej Bogusławski.

## Odznaczenia
Postanowieniem prezydenta Aleksandra Kwaśniewskiego z 11 listopada 1997, „za wybitne zasługi dla nauki polskiej”, został odznaczony Krzyżem Oficerskim Orderu Odrodzenia Polski.

## Życie prywatne
Syn Henryka (kierownika kancelarii adwokackiej i członka Stronnictwa Narodowego, zm. w 1940 w KL Sachsenhausen) i Marty z d. Rzeźniowskiej (zm. 1979). W 1954 ożenił się z Reginą (zwaną Niną) z domu Ożga (1931–1991). W 1956 urodziła się ich córka Ewa Wolniewicz-Warska, później doktor automatyki i robotyki. Jego brat, Lutosław Wolniewicz, był profesorem fizyki teoretycznej. Miał także siostrę Barbarę Wolniewicz-Grzelak (ur. 1933; doktor psychiatrii) oraz brata Andrzeja (ur. 1939; inżynier mechanik).
W 1994 Wolniewicz uległ wypadkowi komunikacyjnemu, który negatywnie odbił się na jego wzroku.
Zmarł 4 sierpnia 2017, kilka tygodni przed 90. urodzinami. 9 sierpnia w warszawskim Kościele pw. św. Andrzeja Boboli odbyła się msza pogrzebowa w intencji profesora pod przewodnictwem o. Andrzeja Spławskiego.

## Upamiętnienie
Nieprzerwanie od 2017 pod adresem wolniewicz.org, prowadzona jest strona internetowa profesora. Nad merytoryczną zawartością strony czuwają: prof. Zbigniew Musiał, dr hab. Paweł Okołowski, dr Mateusz Pencuła, dr hab. Jan Zubelewicz, dr Ewa Wolniewicz-Warska i Lidia Kaźmierczak.  Umieszczaniem wszelkich wpisów i postów w witrynie oraz dodawaniem materiałów audio-video zajmuje się Adam Warski. Ten sam zespół odpowiada za prowadzenie kont w portalach Facebook i X (dawniej Twitter), sygnowanych imieniem i nazwiskiem profesora. 
W latach 2017–2019 w Teatrze Kamienica w Warszawie, co roku, we wrześniu organizowany był Wieczór Wolniewiczowski. Było to jednodniowe, wieczorne spotkanie, rodziny, uczniów i przyjaciół profesora, a także osób zgłębiających jego spuściznę naukową. Oprócz wspomnień, pokazu zdjęć, czy emisji wypowiedzi z udziałem Wolniewicza, wygłaszane były tam także krótkie prelekcje naukowe. W roku 2019 w wydarzeniu uczestniczył dyrektor teatru Emilian Kamiński. 
W 2020 założona została fundacja Katedra Bogusława Wolniewicza, działająca jako społeczna organizacja pozarządowa o charakterze non-profit.  Od początku jej istnienia można było przekazywać na jej działalność 1% kwoty rocznego podatku dochodowego od osób fizycznych (PIT). Od 2023 fundacji można przekazywać już 1,5% z tego podatku. Jej celem jest troska o pamięć i dobre imię Bogusława Wolniewicza, propagowanie jego filozoficznych dokonań, podejmowanie działań na rzecz obecności publikacji profesora na rynku wydawniczym w Polsce, jak i poza jej granicami, wspieranie osób i organizacji zajmujących się zgłębianiem jego twórczości lub kontynuujących nakreślone w niej kierunki. Prezesem fundacji jest dr hab. Paweł Okołowski, uczeń prof. Wolniewicza. Do jej rady należą: dr hab. Zbigniew Musiał, prof. Mieczysław Omyła, prof. Jan Zygmunt, dr hab. Agnieszka Nogal, prof. Tadeusz Bigaj, dr Tomasz Sommer, a do zarządu: Marcin Pasierbski i dr inż. Ewa Wolniewicz-Warska, córka prof. Wolniewicza. Organizacja, cyklicznie w miesiącach czerwiec, wrzesień i październik od 2021 organizuje Seminarium Wolniewiczowskie, składające się z cyklu kilku spotkań odbywających się m.in. na Uniwersytecie Warszawskim. Wykłady tam wygłaszane oscylują wokół jednego głównego tematu, wybranego na dany rok, który związany jest z dorobkiem naukowym i myślą profesora. Wszystkie prelekcje są później udostępniane w serwisie YouTube i na stronie internetowej fundacji. Współorganizatorami przedsięwzięcia są rokrocznie Narodowe Centrum Kultury i Ministerstwo Kultury i Dziedzictwa Narodowego, które dofinansowuje tę inicjatywę. 
W 2023 premierę miał film Wolniewicz. Zdanie własne, wyreżyserowany przez Tomasza Sommera.

## Wybrane pisma
- Propedeutyka filozofii: materiały pomocnicze, wraz z Józefem Grudniem, Warszawa, Państwowe Zakłady Wydawnictw Szkolnych, 1961.
- Rzeczy i fakty. Wstęp do pierwszej filozofii Ludwika Wittgensteina (z fragmentem Platońskiego „Teajteta” w nowym przekładzie i z komentarzem Profesora Henryka Elzenberga), Warszawa, Państwowe Wydawnictwo Naukowe, 1968.
- Ontologia sytuacji: podstawy i zastosowania, Warszawa, Państwowe Wydawnictwo Naukowe, 1985.
- Filozofia i wartości: rozprawy i wypowiedzi: z fragmentami pism Tadeusza Kotarbińskiego, Warszawa, Wydział Filozofii i Socjologii Uniwersytetu Warszawskiego, 1993.
- Filozofia i wartości, 2, Warszawa, Wydział Filozofii i Socjologii Uniwersytetu Warszawskiego, 1998.
- Logic and metaphysics: studies in Wittgenstein’s ontology of facts, Warszawa, „Znak, Język, Rzeczywistość”, Polskie Towarzystwo Semiotyczne, 1999.
- Filozofia i wartości, 3, Z fragmentem „Księgi tragizmu” Henryka Elzenberga i jego uwagami o „Dociekaniach” Wittgensteina, Warszawa, Wydział Filozofii i Socjologii Uniwersytetu Warszawskiego, 2003.
- Ksenofobia i wspólnota, wraz ze Zbigniewem Musiałem, Kraków, Arcana, 2003.
- Trzy nurty: racjonalizm – antyracjonalizm – scjentyzm, wraz ze Zbigniewem Musiałem i Januszem Skarbkiem, Warszawa, Wydział Filozofii i Socjologii Uniwersytetu Warszawskiego, 2006.
- Zdanie własne - wywiad rzeka, rozmowa przeprowadzona przez dra Tomasza Sommera, Biblioteka Wolności, 2011
- O Polsce i życiu: refleksje filozoficzne i polityczne, Komorów, Antyk – Marcin Dybowski, 2011.
- Filozofia i wartości, 4, Warszawa, Wydawnictwa Uniwersytetu Warszawskiego, 2016.